# Antonio Gallego Burín
Antonio Gallego Burín (Granada, 20 de enero de 1895-Madrid, 13 de enero de 1961) fue un historiador del arte, periodista y político franquista español. Procedente de las juventudes mauristas, durante la guerra civil española se enroló en la milicia ciudadana de Granada de «Españoles Patriotas» e ingresó en Falange. Alcalde de la ciudad entre 1938 y 1951, salvo un breve interregno de un año (octubre de 1940-octubre de 1941), en que desempeñó el cargo de gobernador civil de la provincia de Granada, puesto en el que lo sustituyó Manuel Pizarro Cenjor. Posteriormente sería nombrado director general de Bellas Artes. Ostentó el título de V barón de San Calixto.

## Biografía
Nace en la plaza de Santa Ana (entre su iglesia homónima y Plaza Nueva, a la que está anexa), e inicia sus estudios primarios en el Centro Público Municipal y en el Colegio de la Concepción. En 1901, a la edad de seis años recibe diploma y premio de entre todos los alumnos de las escuelas públicas granadinas.
Terminó sus estudios de bachillerato en 1910; y en noviembre de 1913 intervino de forma activa en la Asamblea de la Federación Escolar  celebrada en Granada. Sus inquietudes intelectuales en esa época le llevaron a tomar en consideración la teoría del regeneracionismo que plasmó mediante colaboración en la publicación universitaria Granada Escolar.
Licenciado en Derecho, y en Filosofía y Letras el 30 de junio de 1914 por la Universidad de su ciudad natal, recibiendo por su trabajo-tesis Evoluciones de la arquitectura en España como intento de arte nacional, premio extraordinario fin de carrera. En 1915, en plena juventud y con una viva actitud política e intelectual se afilió a las Juventudes mauristas granadinas, impulsadas por su compañero y amigo Melchor Fernández Almagro. Hacia 1917 se aparta de un maurismo dividido, y dirige su mirada hacia el regionalismo encarnado por el catalán Francisco Cambó.
En 1918 pone en marcha el proyecto editorial de la revista Renovación, de filiación regionalista, al estilo de la figura del catalán Cambó, frente al radicalismo nacionalista y federal que propugnaba Blas Infante, posicionándose de forma unívoca en su artículo Afirmaciones de su primer ejemplar, en el que defendía la conciencia "regional" como único camino para despertar a Andalucía de su letargo. Fundando más tarde El Sur que no llegó a aparecer. Ante la ansiada "regeneración municipal", en 1920, se presenta a las elecciones a concejal del Ayuntamiento de Granada, por el distrito de San Gil-San Pedro, su proyecto electoral dado a conocer en la revista Noticiero no tuvo el respaldo suficiente al no ser elegido. Ante esta adversidad política, su vida intelectual se desplaza durante unos años al mundo cultural.
En 1922 contrajo matrimonio con Eloísa Morell Márquez en la iglesia de San Matías y obtuvo por oposición la plaza de funcionario del Cuerpo de Archiveros, Bibliotecarios y Arqueólogos, siendo su primer destino la Biblioteca Nacional, a las órdenes de su director Francisco Rodríguez Marín, siendo posteriormente nombrado archivero de la Delegación de Hacienda de Granada, y más tarde director del Museo de la Casa de Castril. En ese año, publicó su primera monografía histórica, Granada en la Guerra de la Independencia, que había presentado como tesis doctoral en la facultad. El desarrollo político-social de la dictadura de Primo de Rivera (1923), le desencantó pronto a pesar de seguir afiliado a Unión Patriótica y que su tío Rafael Benjumea y Burín, fuera ministro de Fomento bajo el gobierno del general Primo de Rivera.
Preocupado por la vida cultural e intelectual de su Granada de principios del siglo XX, trabajó en fomentar la cultura, fundando con sus antiguos compañeros de bachillerato y parte de la intelectualidad local, la tertulia de El Rinconcillo en el Café Alameda de Granada, en donde acudían entre otros de forma habitual, Melchor Fernández Almagro, el pintor Manuel Ángeles Ortiz, los hermanos Francisco y Federico García Lorca, Manuel de Falla, José Acosta Medina, José Mora Guarnido, el ingeniero de caminos Juan José Santa Cruz, Constantino Ruiz Carnero, Francisco Soriano, Miguel Pizarro, José y Manuel Fernández Montesinos, Hermenegildo Lanz, Ángel Barrios, Ismael González de la Serna, Andrés Segovia y otros compañeros. Junto con su amigo Fernández Almagro fundó la Institución Ganivet. Fue en la tertulia donde Antonio efectuó un profético brindis inmortal: a Federico, que va a morir una noche de estrellas, sintiendo a Chopin en su alma y una mano suave sobre su alma y su corazón. Como periodista, escribió asiduamente para los diarios Patria, La Gaceta del Sur y el Noticiero Granadino.
Durante el periodo de 1922 hasta 1926 ocupó la plaza de director del Museo Arqueológico y Etnológico de Granada. Apasionado por la literatura, el arte, la crítica teatral que cultivó en la Gaceta del Sur y en el Noticiero Granadino, la poesía, la Escuela de Artes y Oficios en preocupación por la recuperación de las tradiciones artesanales granadinas.
Fue presidente del Centro Artístico de Granada dese el 3 de abril de 1943 hasta el 18 de octubre de 1944. Bibliotecario del Centro Artístico de Granada y colaborador de su revista el Boletín. En 1926 consiguió la Cátedra de Teoría de la Literatura y de las Artes de la Universidad de Salamanca. Delegado en Granada del Patronato Regio de Turismo, siendo fundador en 1929 y primer director del Museo de la Casa de los Tiros. Aquí se ubicó la primera oficina de turismo y se destinó el resto de las salas a desarrollar un museo gráfico.
Por Real Orden del Ministerio de Instrucción Pública y Bellas Artes de 13 de enero de 1931 se publicita la plantilla de catedráticos de universidad. Entre ellos, Antonio Gallego Burín, Granada, Filosofía y Letras. Catedrático de Historia del Arte en la Universidad de Granada, como historiador centró sus investigaciones en el barroco granadino. Tras las elecciones de 1931, auténtico plebiscito entre monarquía y república, su interés político se desliza a liderar el "Partido Centrista".
El 14 de abril de 1931, se proclama la II República, esta significativa derrota, provoca que vuelva a centrase en su mundo académico, pero en septiembre de 1936, luce en el brazo derecho el distintivo Verde de Defensa Armada, y a principios de octubre era nombrado vocal de la "Junta Conservadora del Tesoro Artístico de Granada", y al año siguiente (1937), jefe del "Servicio Artístico de Vanguardia", emitiendo un informe detallado de daños. La relación personal, con los cofundadores de Falange Española Julio Ruiz de Alda y Alfonso García Valdecasas, determinó su ingreso en el partido. En octubre de 1937 es nombrado delegado provincial de Prensa y Propaganda, cesado en el cargo en mayo de 1938, por el delegado extraordinario del FET de las JONS en Granada e inspector nacional de falange Narciso Perales Herrero, quien le anima en 1938, para que acepte la alcaldía de su amada Granada, junto con los concejales, Rafael Acosta Inglott, que desde el 23 de octubre de 1940 al 15 de noviembre de 1941 le sustituyó como alcalde,  Martínez Lumbreras, los arquitectos Wilhelmi y Olmedo, Mesa Moles, Jesús Bermúdez, José Méndez Rodríguez-Acosta, entre otros.
El 12 de diciembre de 1939 como gobernador civil de la provincia y conjuntamente con el arzobispado, procede a la aprobación de las reglas, que por decreto del cardenal Parrado se autoriza la primera junta de gobierno de la fundación de la Real Cofradía de Nuestra Señora de los Dolores formada por el primer hermano mayor, comandante de estado mayor Manuel Rubio Moscoso y otros.
En junio de 1943, firma el escrito en el que numerosos consejeros nacionales y procuradores de las Cortes orgánicas recién inauguradas, solicitan la restauración monárquica prometida, convencidos de que Franco renunciaría al poder sobre la base de los acontecimientos de la II Guerra Mundial en el norte de África. No sufrió ningún tipo de sanción y permaneció al frente de la alcaldía. Las primeras elecciones municipales celebradas en 1948, permiten una cierta reorganización municipal, es el alcalde el que propone el nombre de los electos en la renovación de las "gestoras", fortaleciéndose la posición política de los corregidores.

### Granada
Durante la guerra civil española (1938), con su Plan de Reforma y Ensanche, influye en la definición urbanística de Granada que supuso un adecentamiento de gran número de edificios y zonas de la ciudad, siguiendo el espíritu del escritor regeneracionista Ángel Ganivet aunque enmendándolas, su gestión como alcalde determinó durante décadas el planteamiento urbano de Granada, que estuvo vigente hasta 1973. En la década de 1940, se realiza el embovedado de Puerta Real, rehabilitación del entorno catedralicio al peatonalizar la famosa calle Zacatín, Plaza Nueva con su acceso a la Carrera del Genil y al barrio del Albaicín, remodelación del conjunto del convento de Cuarto Real de Santo Domingo y el barrio del Realejo, además abrió la porticada calle Ángel Ganivet a costa de parte de la antigua judería, siendo inaugurada en 1943 por Francisco Franco. Todas estas reformas urbanas supusieron un cambio espectacular, un ensanche que transformó todo el centro urbano, permitiendo un incremento importante de la edificabilidad en la ciudad, dotando a su vez de una nueva y efectiva red de aprovisionamiento de agua potable. El Plan de Reforma Interior de la Ciudad buscaba hacer más saludable la vida en el interior de la ciudad y acabar con el barrio de la Manigua, conocido especialmente por la prostitución. El diseño del Plan de Ordenación Urbana y Alineaciones de 1951, sufre grandes desviaciones de las normas vigentes por las alcaldías sucesivas, Juan Ossorio Morales (1951-1953), Manuel Sola Rodríguez-Bolívar (1953-1968) y José Luis Pérez Serrabona (1968-1974), provocando un marco de modelo de ciudad desarrollista cuyo mayor ejemplo es el saturado Camino de Ronda.
El Ayuntamiento de Granada le concede la Medalla de Oro de la ciudad sobre la base de sus méritos y labor en pro de la ciudad de la Alhambra.

### Madrid
En 1951 al cesar en su cargo de alcalde el 3 de septiembre, es nombrado director general de Bellas Artes, creando el Festival Internacional de Música y Danza de Granada, siendo la primera edición el 21 de junio de 1952 bajo el nombre de Primer Festival de Música y Danza Españolas. Ingresó en 1956 en la Real Academia de Bellas Artes de San Fernando y fue miembro de la Real Academia de Bellas Artes de Nuestra Señora de las Angustias. Siendo director de Bellas Artes organizó tres exposiciones históricas: en 1958 impulsó la conmemorativa del cuarto centenario de la muerte de Carlos V y su ambiente y Un siglo de Arte Español; y en 1961, en el Casón del Buen Retiro, Velázquez y lo velazqueño, que no llegó a ver inaugurada. Falleció en Madrid, donde había trasladado su residencia habitual, el 13 de enero de 1961.
Fue barón de San Calixto, título nobiliario que heredó su hijo mayor, el también catedrático Antonio Gallego Morell.

### Parlamentario
Procurador en Cortes nato por su cargo de alcalde de capital de provincias en representación apartado administración local durante tres legislaturas, de 1 de marzo de 1943 hasta el 4 de octubre  de 1951, siendo la cuarta por instituciones culturales, representante del Instituto de España, hasta el 1 de enero de 1961.

## Obras Publicadas
- El Poema del Convento, Imprenta de Vázquez y Prieto. Granada, 1918.
- Granada en la Guerra de la Independencia. Tesis doctoral,  publicada en 1922.
- La Reforma Urbana de Granada en el Pensamiento de Antonio Gallego Burín: el informe de 1932. Autores: Ángel Isac Martínez de Carvajal. Cuadernos de Arte de la Universidad de Granada, ISSN 0210-962X.
- José de Mora. Editorial: Universidad de Granada, 1925, ISBN 84-338-0694-7.
- Guía de Granada (1938-1946).
- La Reforma De Granada. (Conferencia en la Universidad de Granada, 1943).
- Estudios de Escultura Española. Editorial: Universidad de Granada - España, ISBN 84-338-3963-2.
- El Barroco Granadino. (Discurso leído el 3 de junio de 1956), Editorial: Comares, S.L. España ISBN 84-86509-24-6.
- Casa de los Tiros. Editorial: Comares, S.L. España ISBN 84-9836-329-2.
- Granada, Guía del Viajero. Editorial: Estades Artes Gráficas, 1956, Granada.
- El Renacimiento Español: Garcilaso y Herrera. Editorial: Universidad de Granada ISBN 84-338-2955-6.
- Isabel la Católica. Editorial: Al Andalus y el Mediterráneo ISBN 84-935857-9-3.
- Vida y Poesía de Gerardo Diego. Editorial: Universidad de Granada. ISBN 84-338-4827-5.
- Ángel Ganivet. Su Españolismo y Vigencia. Editorial: Publicación del Instituto General Franco de Estudios e Investigación Hispano-Árabe, 1951. (Conferencia en mayo de 1951 en Universidad de Granada).
- La Alhambra. Granada: Patronato de la Alhambra, 1963.
- Granada. Editorial: Fundación Rodríguez-Acosta, 1961.
- Literatura Política. Epistolario, 1918 – 1940. Editorial: Diputación Provincial de Granada, 1986. Autores: Melchor Fernández Almagro y Antonio Gallego Burín.
- Dos Estudios Sobre la Capilla Real de Granada. Editorial: Comares, S.L.  España, ISBN 84-9836-022-6.
- Granada en la Guerra de la Independencia. Los Periódicos Granadinos en la Guerra de la Independencia. Estudio Preliminar. Editorial: Universidad de Granada, 1990.